# Sorghaj
Sorghaj (Centrophorus granulosus) är en hajart som först beskrevs av Bloch och Schneider 1801.  Sorghaj ingår i släktet Centrophorus och familjen Centrophoridae. Inga underarter finns listade i Catalogue of Life.
Arten förekommer troligen i alla oceaner i varma och tempererade områden men en mer noggrann beskrivning av utbredningsområdet är problematisk på grund av otydlig taxonomisk av gränsning från andra släktmedlemmar.
Sorghajen hittas i 100 till 1500 meter djupa havsområden. Honor lägger inga ägg utan föder 3 till 12 levande ungar per tillfälle. Enligt olika dokumentationer bildar dräktiga honor egna grupper som är skilda från andra artfränder. Vid födelsen är ungarna 35 till 47 cm långa. Efter 7 till 8 år (hannar) respektive 12 till 16 år (honor) blir sorghajarna könsmogna. De är vid tillfället 100 till 110 cm (hannar) respektive 137 till 148 cm (honor) långa. De största exemplaren är cirka 170cm långa.
IUCN listar inte den globala populationen men populationerna kring Europa (inklusive hela Medelhavet) listas som akut hotad (CR) och populationen i västra Atlanten vid Amerikas kustlinjer listas med kunskapsbrist (DD).